# La Grande Évasion 2
Pour plus de détails, voir Fiche technique et Distribution.
La Grande Évasion 2 (sous-titré : L'histoire enfin révélée) (The Great Escape II: The Untold Story) est un téléfilm américain de Paul Wendkos et Jud Taylor, diffusé pour la première fois en 1988. Il s'agit d’une autre version de La Grande Évasion.

## Fiche technique
- Titre original : The Great Escape II: The Untold Story
- Titre français : La Grande Évasion 2
- Réalisation : Paul Wendkos et Jud Taylor
- Scénario : Walter Halsey Davis
- Photographie : Dietrich Lohmann
- Musique : Johnny Mandel
- Pays d'origine : États-Unis
- Durée : 178 minutes
- Date de première diffusion : 1988

## Distribution
- Christopher Reeve : Major John Dodge
- Judd Hirsch : Capitaine David Matthews
- Anthony John Denison : Lieutenant Mike Corey
- Charles Haid : Sergent MacKenzie
- Michael Nader : Burchardt
- Ian McShane : Roger Bushell
- Derek de Lint : Dr Thost
- Donald Pleasence : Dr Absalon
- Ron Donachie : Al Hake
- Peter Dennis : Group Capt. Massey
- Christopher Neame : Kiowski
- Dominic Gould : Jules
- Bill Wallis : Schatz
- Klaus Grünberg : Zacharias
- Serge Marquand : l'ouvrier agricole français
- Ronald Lacey : Winston Churchill
- Charles Millot : le barman
- Michael Habeck : le propriétaire du bar - Hambourg
- Huguette Faget : la femme dans le café de Strasbourg
- Ludwig Haas : Adolf Hitler
- Mijou Kovacs : Marie-Chantal
- Garrick Hagon : le major Paul